# 齋賀富美子
齋賀 富美子（さいが ふみこ、1943年11月30日 - 2009年4月24日）は、日本の外交官。特命全権大使（人権問題に関する各種協議、調整等担当＝いわゆる人権担当大使）で国際刑事裁判所の初代日本人裁判官。女性初の国連大使も務めた。

## 人物
- 香川県丸亀市出身。学歴は東京外国語大学外国語学部英米語学科卒業。学位は文学士（東京外国語大学）。
- 外交官として長年、人権・人道分野の国際法実務に携わり、のちに専門職から一種へ上級登用される[1]。
- 2005年12月、北朝鮮による日本人拉致事件などの人権問題を専門的に扱うために新設された「人権担当大使」に任命される。
- 2007年11月30日、国際刑事裁判所（ICC）裁判官補欠選挙が国連本部で行われ、82票を獲得し、5候補中トップで当選。日本は2007年10月にICCに加盟したばかりで、ICCの日本人の選出は初めて、かつアジア出身の女性裁判官も初めて[2]。
- 2009年1月20日、国連本部で行なわれたICC裁判官通常選挙で当選し再選を決める。任期は2009年3月から9年間となる。
- 2009年4月24日、任期半ば、オランダ王国のハーグにて急な発病で死去。65歳没。

## 来歴
- 1962年3月 香川県立丸亀高等学校卒業
- 1966年3月 東京外国語大学外国語学部英米語学科卒業（文学士）
- 1966年4月 外務省入省
- 1983年 国際連合日本政府代表部 一等書記官
- 1988年 国際連合局社会協力課 首席事務官
- 1989年 経済局海洋課長
- 1992年 在デンマーク日本国大使館 参事官
- 1996年3月 国際連合政府代表部公使
- 1998年5月 埼玉県副知事（前任の坂東眞理子に続く女性副知事就任）
- 2000年9月 在シアトル日本総領事
- 2001年11月 国連女子差別撤廃委員会委員
- 2002年7月 国際連合政府代表部大使
- 2003年9月 ~ 2007年4月 在ノルウェー王国特命全権大使
- 2003年10月 ~ 2007年4月 在アイスランド共和国特命全権大使
- 2005年12月 特命全権大使（人権問題に関する各種協議、調整等担当）を兼務
- 2007年4月 特命全権大使（人権問題に関する各種協議、調整等担当）
- 2008年1月 ~ 2009年4月 国際刑事裁判所裁判官
- 2009年4月　逝去。叙正四位、授瑞宝中綬章